# Carry the Kettle Nakoda
Carry the Kettle (Cegha Kin) First Nation #76 o Assiniboine #76 és una reserva Nakota (assiniboines) situada aproximadament a 80 km a l'est de Regina, Saskatchewan i a 13 km al sud de Sintaluta, Saskatchewan.

## Història
Els avantpassats de l'actual Reserva/Primera Nació "Carry the Kettle" signaren l'adhesió al Tractat 4 a Fort Walsh el 25 de setembre de 1877. Els tres caps assiniboines que signaren l'adhesió al Tractat 4 foren Man Who Takes The Coat (Cuwiknaga Je Eyaku, en assiniboine/nakoda), Long Lodge (Teepee Hoksa), i Lean Man (Wica Hostaka).
Un de les primeres trobades que el Canadà va tenir amb els avantpassats dels actuals assiniboines tribu/banda Primera Nació 'Carry the Kettle' va ser el 1875. Va ser poc després de la gran marxa cap a l'oest, quan el recentment format NWMP va arribar a l'oest ells van evitar les Cypress Hills i van anar pel costat nord dels turons, en el camí a Fort McLeod. Però va ser el 1875 quan el NWMP s'aventurà als turons des de l'extrem oest, sota el lideratge de James Morrow Walsh i la Divisió 'F' per investigar la 'massacre de Cypress Hills', en el moment, la tribu era coneguda com a assiniboine de Cypress Mountain. Walsh i la Divisió 'F' va fer finalment camí en els turons i al lloc de la massacre de Cypress Hills, que és on es va construir un fort i el van anomenar 'Fort Walsh', a només una milla al nord del lloc de la massacre l'estiu de 1875.
Després de signar l'adhesió al Tractat 4 en 1877, els assiniboine buscaren una reserva a la seva llar tradicional al límit occidental de les Cypress Hills. El Cap de la Muntanya (Hay He Pa) 18 milles a l'est de Fort Walsh, era i és un lloc de gran significació per als assiniboines. Aquí, just al sud del Cap de la Muntanya hi ha Medicine Lodge Coulee, aquí és on els assiniboine celebrarien la seva Sundance anual i un cop fins i tot convidarien i acollirien Bou Assegut (Tatanka Iyotake) i la seva tribu lakota per a la cerimònia el 1877.
Els plans per a aquesta reserva no es posaren en marxa fins a 1879, quan el recentment nomenat Comissionat Indi Edgar. E. Dewdney faria una aparició al gran nord-oest a Fort Walsh aquell estiu. Es va crear una oficina d'Afers Indígenes a Fort Walsh i l'agent indi va ser Edwin Allen. L'oficina del Departament d'Afers Indis també va cobrir la meitat del salari del Dr. George Kittson (cirurgià). També s'hi filtraren al nord-oest a través de Fort Walsh instructors agrícoles com per la política grangera de la reserva. Individus com Norrish, Patterson, Anglès i Setter instruirien en l'agricultura les diverses bandes de les Primeres Nacions en les seves reserves a través dels territoris dels tractats 4 i 7t.
El DLS a càrrec de la topografia de la reserva per als assiniboines a Cypress Hills va ser Allan Ponytz Patrick. En 1880, després de consultar amb els caps de les bandes assiniboines, AP Patrick, enquestà una reserva per a Man Who Took the Coat i Long Lodge. La mida de la reserva era de 340 milles quadrades.
L'instructor granger designat per ensenyar els assiniboine sobre l'agricultura en la seva reserva a Cap de la Muntanya era J.J. English.

## En l'actualitat
En 2000 la Comissió de Reclamacions Índies va concloure que el Canadà no li devia cap obligació legal als Carry the Kettle i que no hi havia cap reserva establida a Cypress Hills per als descendents actuals de la banda d'assiniboines escindits en 1879-1882.
Inquietantment hi ha una marca de terra geomorfològica anomenada 'Bad Lands Guardian' just a l'est de Medicine Hat i en el que seria l'extrem més septentrional de la 'reclamada' reserva assiniboine al sud-est d'Alberta.
CHAT Television ha pujat aquest vídeo a Youtube i l'anomenaren 'Cara Misteriosa'
Actualment (setembre de 2014) Carry the Kettle First Nation té la reclamació de terra sobre Cypress Hills en la cort federal.